# Adele Moroder
Adele Moroder-Lenèrt (Ortisei, 17 dicembre 1887 – Ortisei, 11 febbraio 1966) è stata una scrittrice austriaca naturalizzata italiana.

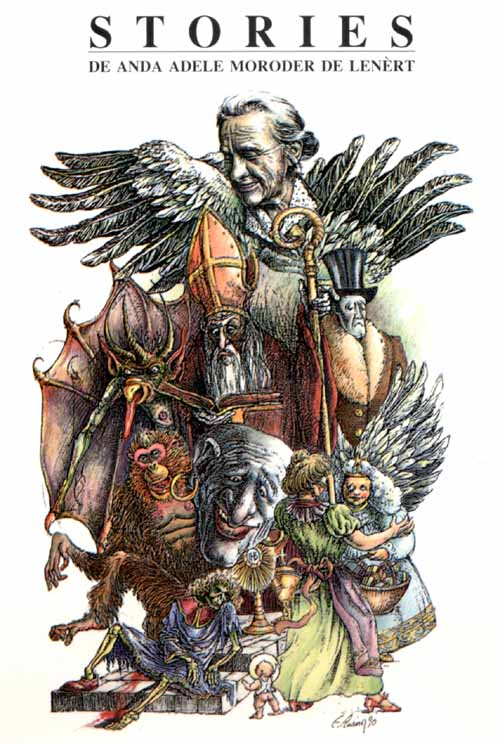
Copertina per il libro di racconti di Adele Moroder - disegno di Egon Rusina

È stata una narratrice e scrittrice in lingua ladina.

## Biografia
Era la figlia di Franz Moroder ed era sposata con un lontano parente, lo scultore Ludwig Moroder. Pubblicò vecchi racconti e leggende in lingua ladina nel giornale “Nos Ladins” e nell'almanacco gardenese “Calender de Gherdeina”.  Sono conosciuti 70 suoi  racconti che leggeva anche nelle trasmissioni in lingua ladina della Rai di Bolzano.
 Suo figlio era Alex Moroder.

## Pubblicazioni
- Calender de Gherdëina. Union di Ladins de Gherdëina, Ortisei  Anno 1959/pag. 68;  anno 1962/pag. 42; anno 1963/pagg. 37, 53, 62; anno 1964/pagg. 2-26, 54; anno 1965/pagg. 81; anno 1966/pagg. 41, 97, 98 (in ladino).
- Stories de Anda Adele Moroder de Lenèrt. Con 7 Illustrazioni di Egon Moroder Rusina. Editore: Union di Ladins de Gherdëina, Ortisei 1990 (in ladino).
- Archivio Radio Ladin de Gherdëina. Museo della Val Gardena, Ortisei.
- Stories de Anda Adele Moroder de Lenèrt (Geschichten von Adele Moroder) (= Moroder de Lenèrt 1990: 61 Geschichten mit sieben Illustrationen von Egon Moroder Rusina. Bei einigen Geschichten handelt es sich um Übersetzungen aus dem Deutschen, vgl. Usc 5.4.2003, 9). Enthält u. a.: 1990
- Co che mi oma cuntova dl nëine y l’ava da Scurcià (Was meine Mutter über den Großvater und die Großmutter vom Scurciàhof erzählte) (S. 11 – 12). Bereits in: CdG 1963, 53 – 55; Moroder 1980, 275; als La vita da zacan (Das damalige Leben) ebenso in: Usc 5.4.2003, 9.1961
- La nevicia da ardimënt (Die mutige Braut) (S. 15 – 16). Als La nevicia da curagio bereits in CdG 1965, 81 – 83. 1965
- La bolp y l lëuf (storia per tei pitli) (Der Fuchs und der Wolf – für die Kleinen) (S. 17 – 18). Bereits in: CdG 1964, 58 – 59. 1964:
- L gial da mont (Der Auerhahn) (S. 19). Bereits in: CdG 1964, 54 – 55. 1964:
- Chiche se auza massa, toma sot (Wer zu hoch hinaus will, fällt tief: Übersetzung) (S. 20 – 22). Bereits in: CdG 1963, 62 – 65. 1963
- Zacan, canche univa San Miculau (Als früher der Hl. Nikolaus kam) (S. 24). Bereits in: NL 1.12.1965, 3; ebenso in: Bel sarëinn 1995, 28 – 29. 1962:
- N cuer misericurdiëus (Ein gütiges Herz) (S. 34 – 37). Bereits in: NL 15.5.1962, 6 – 7 (1. Teil), NL 1.6.1962, 8 (2. Teil), NL 15.6.1962, 7 (3. Teil). 1962:
- L giubileo dla noza dl professëur spensierà (Das Hochzeitsjubiläum des zerstreuten Professors) (S. 38 – 39). Bereits in: CdG 1963, 37 – 39. 1963:
- Amor sëura la fòssa ora! (Liebe über das Grab hinweg!) (S. 40 – 43).50 1963:
- L sotsëura de Marghëta (Das Durcheinander von Marghëta) (S. 58 – 60). Bereits in: CdG 1966, 41 – 44. 1966:
- Usanzes da zacan de uni mëns dl’ann (per 60 – 70 ani) (Alte Bräuche – Monat für Monat) (S. 80 – 83). Bereits in: CdG 1964, 2 – 26. 1964: